# Peter de Jong (politicus)
P.E. (Peter) de Jong (Gouda, 11 mei 1962) is een Nederlands onderwijzer, bestuurder en PvdA-politicus.

## Biografie
De Jong is geboren in een gezin met drie kinderen. Zijn vader was boekhouder en zijn moeder gezinsverzorgster. Na zijn opleiding op de PABO verhuist hij in 1985 naar Spijkenisse. In 1985 begon hij als onderwijzer op de openbare basisschool Hendrik Vrijman in Spijkenisse en in 1994 ging hij in Spijkenisse werken als onderwijzer op de openbare basisschool Annie M.G. Schmidt.
De Jong politieke loopbaan startte in 1989 toen hij afdelingsbestuurslid werd van de PvdA in Spijkenisse. In 1994 werd hij gemeenteraadslid voor die partij. Dat jaar verloor de PvdA de verkiezingen dusdanig dat zij in de oppositie terechtkwam. De Jong werd in 1996 fractievoorzitter en ging de verkiezingen van 1998 in als lijsttrekker. De PvdA won een zetel en trad toe tot het college van burgemeester en wethouders. Hij werd wethouder sociale- en economische zaken.
De Jong was in 2002 wederom lijsttrekker en werd hij wethouder sociale zaken en werkgelegenheid. Op 1 augustus 2006 werd De Jong burgemeester van Westvoorne. Op 1 januari 2023 ging Westvoorne op in de fusiegemeente Voorne aan Zee waarmee er eind kwam aan het burgemeesterschap.
De Jong is getrouwd en heeft zoons.